# 10703 Saint-Jacques
10703 Saint-Jacques este o planetă minoră (asteroid), cu un diametru de 3,686 km, din centura de asteroizi. A fost descoperită pe 23 august 1981 la Observatorul La Silla de Henri Debehogne. 
Obiectul prezintă o orbită caracterizată de o semiaxă mare de 2,3955226 UAi, o excentricitate de 0,18, o înclinație de 10,30054 ° în raport cu ecliptica.